# Ищиулова, Виктория Олеговна
Виктория Ищиулова (род. 17 сентября 2004 года, Орск, Оренбургская область, Россия) — российская пловчиха — паралимпиец. Бронзовый призёр чемпионата мира, многократный победитель и призёр чемпионатов Европы и России. Мастер спорта России международного класса по плаванию среди спортсменов с поражением опорно-двигательного аппарата. Паралимпийский чемпион Токио 2020.

## Биография
Родилась 17 сентября 2004 года в городе Орске Оренбургской области.
Начала заниматься плаванием и продолжает тренироваться в спортивной школе «Надежда» города Орска.
Первый тренер — Симакова Ирина Павловна, мастер спорта СССР, заслуженный тренер России, заслуженный работник физической культуры, спорта и туризма города Орска, тренеры в настоящее время: Симакова Ирина Павловна и Сидорова Ольга Викторовна, заслуженный тренер России.
Студентка Орского педагогического колледжа по специальности Учитель физической культуры".
В паралимпийской сборной команде России с 2017 года.

## Награды
- Медаль ордена «За заслуги перед Отечеством» I степени (2024) - за большой вклад в развитие отечественного спорта, высокие спортивные достижения, волю к победе, стойкость и целеустремленность, проявленные на XVII Паралимпийских летних играх 2024 года в городе Париже (Франция)[3]
- Орден Дружбы (2021) — за большой вклад в развитие отечественного спорта, высокие спортивные достижения, волю к победе, стойкость и целеустремленность, проявленные на XVI Паралимпийских летних играх 2020 года в городе Токио (Япония)[4]
- Мастер спорта России международного класса (2021)[5]
- Почётный гражданин города Орска (2021)[6]